# Агаджанян, Александр Карэнович
Алекса́ндр Карэ́нович Агаджаня́н (род. 24 ноября 1940, Москва) — российский зоолог и палеонтолог, профессор, заведующий лабораторией млекопитающих Палеонтологического института им. А. А. Борисяка Российской академии наук, доктор биологических наук (1993). Организатор и руководитель множества экспедиций по раскопкам древних млекопитающих и других позвоночных животных.
Основные труды по ископаемым млекопитающим.

## Биография
Воспитанник КЮБЗа, с 1956 года. В 1958—1959 годах работал в Алтайском заповеднике. В 1965 году окончил биолого-почвенный факультет МГУ. Специальность: зоология позвоночных, сравнительная анатомия. В 1967—1983 годах Агаджанян на географическом факультете проводил занятия и читал лекции по курсу «Фауна млекопитающих плейстоцена», на биологическом и геологическом факультетах читал курс лекций «Палеозоология» («История наземных тетрапод»).
Кандидат географических наук с 1971 года (диссертация «Грызуны плейстоцена центра и юга Русской платформы»), доктор биологических наук с 1992 года (диссертация «Мелкие млекопитающие плиоцен-плейстоцена Русской равнины»).
С 1984 года Александр Карэнович работает в Палеонтологическом институте. 1993 год — старший научный сотрудник кафедры зоологии позвоночных и общей экологии биологического факультета, затем — заведующий лабораторией млекопитающих.
Вице-президент Всероссийского териологического общества. Член комиссии по присуждению премий им. А. Н. Северцова.
Область научных интересов: эволюция млекопитающих, история радиации отрядов млекопитающих, динамика сообществ наземных позвоночных на протяжении их геологической истории, закономерности морфогенеза млекопитающих.

## Научные труды и статьи
- Териофауна плейстоцена (в соавт. с Мотузко А. Н., 1972)
- Агаджанян А. К. Лемминговые фауны среднего и позднего плейстоцена. Бюлл. Комис. по изуч. четвертич. периода АН СССР. 1972. № 39. С. 67-81.
- Агаджанян А. К. Разрез новейших отложений Северо-Восточного Приазовья // М.: Изд-во МГУ, 1976. 159 с. (в соавторстве с В. С. Байгушевой, Н. С. Болиховской, О. П. Добродеевым, Е. И. Вириной и др.).
- Разрезы ледниковых районов Центра Русской равнины / / М.: Изд-во МГУ, 1977. 189 с. (в соавторстве с Н. С. Болиховской, Н. Г. Судаковой, Н. И. Глушанковой и др.).
- Агаджанян А. К., Ербаева М. А. Позднекайнозойские грызуны и зайцеобразные территории СССР — Late canozoic rodents and lagomorphs of the USSR : К XI конгр. ИНКВА, Москва, 1982 / М. Наука. 1983
- Плейстоцен бассейна Десны (в соавт., 1986, депонир. в ВИНИТИ, № 5684-1386)
- Мелкие млекопитающие (в книге «Стратиграфия СССР. Неогеновая система», Т. 2, 1986)
- Агаджанян А. К., Глушанкова Н. И. Плейстоцен бассейна Десны. М.: ВИНИТИ, 1986. 227с.
- Агаджанян А. К., Глушанкова Н. И. Михайловка — опорный разрез плейстоцена Русской равнины. М.: ВИНИТИ, 1986. 170 с.
- Изучение фауны мелких млекопитающих (в книге «Методическое руководство по изучению и геологической съемке четвертичных отложений», 1987)
- Сбор и изучение остатков мелких млекопитающих (в книге «Комплексные биостратиграфические исследования», 1987)
- Extinct mammals — a brief history of mammalian evolution (Agadjanian в соавт., 1995, Токио)
- Шуньков М. В., Агаджанян А. К. Палеогеография палеолита Денисовой пещеры // Археология, этнография и антропология Евразии. 2000. № 2. С. 2–19.
- Агаджанян А. К. Пространственная структура позднеплейстоценовой фауны млекопитающих Северной Евразии. // Археология, этнография и антропология Евразии. 2001. № 2. С. 2-19.
- Природная среда и человек в палеолите Горного Алтая. Условия обитания в окрестностях Денисовой пещеры (в соавт. с Деревянко А. П., Шуньков М. В. и др., 2003 г.)
- Агаджанян А. К. Вопросы ранней радиации млекопитающих// Палеонтологический журнал. 2003. № 1. С. 78—91.
- Агаджанян А. К. Млекопитающие позднего плейстоцена северо-западного Алтая в условиях активности древнего человека // Новейшие археозоологические исследования в России. М., 2003. С. 81—115.
- Agadjanian A. K., Serdyuk N. V. The history of mammalian communities and paleogeography of the Altai Mountains in the Paleolithic // Paleontological Journal. – 2005. – Vol. 39. – № S6. – P. S645—S821.
- Агаджанян А. К., Деревянко А. П., Шуньков М. В. Проблемы взаимоотношений первобытного человека и природной среды на примере Северо-Западного Алтая // Эволюция биосферы и биоразнообразия. — М.: Товарищество научных изданий КМК, 2006. — С. 439—459.
- Агаджанян А. К., Кондрашов П. Е. Моллюски и мелкие млекопитающие разреза Кузнецовка (Плейстоцен Окско-Донской равнины) — 2007 г.
- Агаджанян А. К. Комплексные биостратиграфические исследования новейших отложений: учебно-метод. пособие. Новосибирск: Новосиб. гос. ун-т, Ин-т археологии и этнографии. СО РАН, 2008. 62 с.
- Агаджанян А. К. Мелкие млекопитающие плиоцен-плейстоцена Русской равнины. М. Наука, 2008. 676 с.
- Агаджанян А. К. В тени динозавров. Родословная млекопитающих // Наука из первых рук. Выпуск № 1 (19) 2008.
- Иосифова Ю. И., Агаджанян А. К., Семёнов В. В. Климатические события плейстоцена на Верхнем Дону // Актуальные проблемы неогеновой и четвертичной стратиграфии и их обсуждение на 33-м международном геологическом конгрессе (Норвегия, 2008 г.). Материалы Всероссийского научного совещания, Москва, 1-3 апреля 2009 г. М. Геос, 2009. С. 64—68.
- Agadjanian A., Shunkov M. Locality of Upper Pliocene mammals and Early Paleolithic in Ciscaucasia // V. V. Titov, A. S. Tesakov (eds.). Quaternary stratigraphy and paleontology of the Southern Russia: connections between Europe, Africa and Asia: Abstracts of the International INQUA - SEQS Conference (Rostov-on-Don, June 21-26, 2010).
- Деревянко А. П., Шуньков М. В., Булатович Л., Агаджанян А. К., Вислобокова И. А., Ульянов В. А., Анойкин А. А., Меденица И. Исследования в пещере Трлица на севере Черногории // Проблемы археологии, этнографии, антропологии Сибири и сопредельных территорий, 2011
- Глушанкова Н. И., Агаджанян А. К. Реконструкции почвенного покрова в ландшафтах мучкапского межледниковья // Известия Русского географического общества, 2013. С. 42—57.
- Агаджанян А. К., Глушанкова Н. И. Четвертичная стратиграфия и история развития Среднерусской лёссовой провинции // Стратиграфия. Геологическая корреляция, издательство Наука (М.), том 25, 2017. № 4. С. 89—107.
- Jacobs Z., Agadjanian A.K. et al. Timing of archaic hominin occupation of Denisova Cave in southern Siberia // Nature. 2019. Vol. 565. № 7741. P. 594—599.
- Агаджанян А. К., Шуньков М. В., Козликин М. Б. Таксономический состав мелких позвоночных из плейстоценовых отложений южной галереи Денисовой пещеры // Проблемы археологии, этнографии, антропологии Сибири и сопредельных территорий. 2021. Том XXVII.
- Агаджанян А. К. КЮБЗ — начало пути // Век КЮБЗа / [Авт.-сост.: В. Ю. Дубровский]. — М.: ГАУ «Московский зоопарк», «Цифровая полиграфия», 2024. — С. 29—81. — 309 с.